# Hauptenia daliensis
Hauptenia daliensis (лат.) — вид цикадовых рода Hauptenia из семейства Derbidae (Fulgoromorpha).

## Распространение
Вид встречается в Юго-Восточной Азии: Китай, Yunnan, Dali City, Mt. Cangshan (25.67°N, 100.13°E).

## Описание
Мелкие цикадовые полужесткокрылые насекомые (4—5 мм). Общий цвет тёмно-коричневый. Вертекс, лоб, щёки, усики, субантеннальный отросток, переднеспинка и тегула светло-коричневые. Голова, включая глаза, заметно более узкая, чем переднеспинка (1: 1,44), короткая. Вертекс трапециевидный, длина между базальными углами больше длины по средней линии (3,6: 1), слегка выступает перед глазами, задний край вогнут, боковые кили слегка приподняты, срединный киль отсутствует, диск слегка вдавлен. Этот вид похож на H. fellea, но отличается от последнего задним крылом с CuA с двумя терминалями (CuA с тремя терминалями в H. fellea); гоностили с усеченным апикальным краем (гоностили с косо усеченным апикальным краем в H. fellea); эндосома с тремя лопастями и пятью отростками (эндосома с двумя лопастями и четырьмя отростками в H. fellea).  Голова с глазами заметно более узкая, чем переднеспинка; вертекс трапециевидный, в основании немного шире, чем на вершине, слегка выступает перед глазами. Лоб без срединного киля. Антенны короткие, субантеннальный отросток хорошо развит. Переднее крыло длиннее самой широкой части (примерно в три раза), RA с одной или двумя вершинами.